# Ardisia pustulata
Ardisia pustulata är en viveväxtart som beskrevs av Carl Christian Mez. Ardisia pustulata ingår i släktet Ardisia och familjen viveväxter. Inga underarter finns listade i Catalogue of Life.